# Édouard-Charles-Victurnien Colbert
Pour les articles homonymes, voir Colbert et Maulévrier (homonymie).
Édouard-Charles-Victurnien Colbert, comte de Maulévrier ou Charles Colbert de Maulévrier (né le 24 décembre 1758 à Paris et mort le 2 février 1820 à Paris), est un militaire, et homme politique français des XVIIIe et XIXe siècles.

## Biographie
Édouard-Charles-Victurnien Colbert était un arrière-petit-fils d'Édouard-François Colbert (1633-1696), comte de Maulévrier, lieutenant-général des armées du roi, l'un des frères du Grand Colbert.
Il entra dans la marine française en 1774, prit part à la guerre d'Amérique, d'où il rapporta la décoration de Cincinnatus, et fut nommé capitaine de vaisseau en 1791.
Il émigra peu de temps après, fit la campagne de 1792 à l'armée des princes, et se rendit à Quiberon. Échappé par miracle au « désastre de cette journée », il gagna la Vendée, et devint aide de camp de Stofflet, ancien garde-chasse du marquis Colbert de Maulévrier, son frère aîné.
En 1796, il passa en Amérique et revint en France en 1803 où il resta jusqu'au Consulat. La Restauration le fit capitaine des gardes du pavillon amiral (1814).
Retiré à Montboissier (Eure-et-Loir), où il était propriétaire, il fut élu, le 22 août 1815, au collège de département, député d'Eure-et-Loir, et fit partie de la majorité de la Chambre introuvable. Il vota constamment avec la majorité, et proposa, dans la session, de s'occuper d'une nouvelle rédaction des articles des différents codes, qui fût « en harmonie avec le gouvernement existant ». Le comte de Colbert-Maulévrier n'appartint pas à d'autres législatures.
Nommé, en 1816, au grade de contre-amiral, il fut mis à la réforme par l'ordonnance d'octobre 1818, il ne put supporter cette sorte de disgrâce, et « mourut de chagrin » le 2 février 1820. Il fut inhumé au cimetière du Père-Lachaise (7e division),, à Paris.

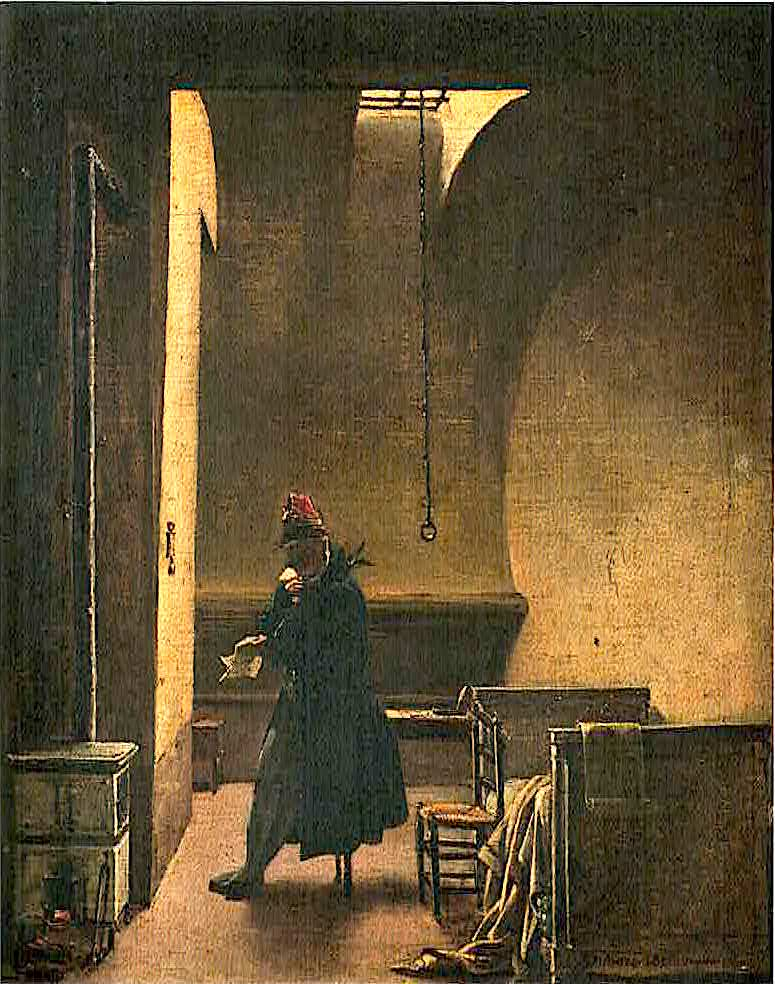
Alexandre-Jean Dubois-Drahonet, Le Général comte Édouard Colbert emprisonné en 1816 sous la Restauration, 1818.
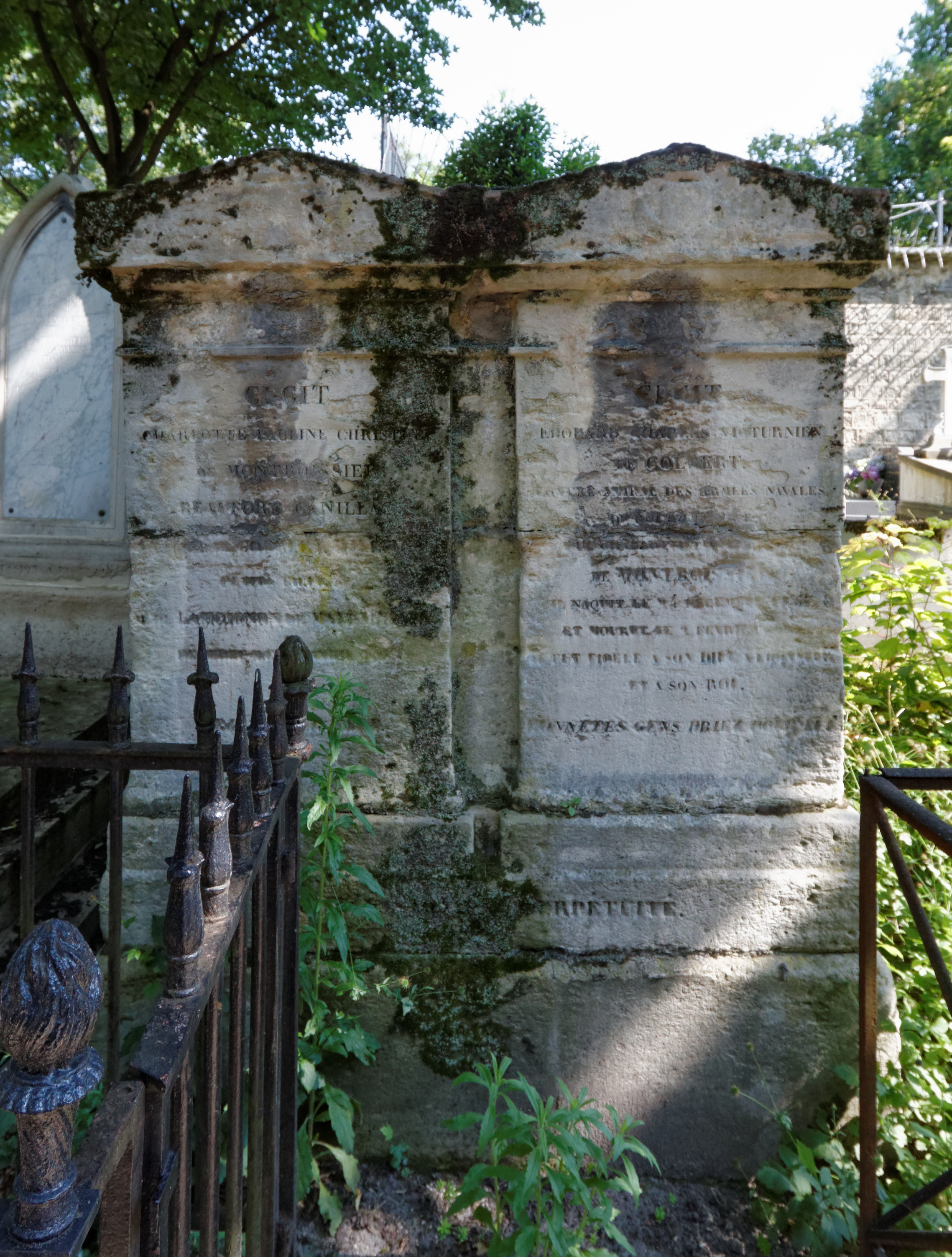
Tombe au cimetière du Père-Lachaise.

## Distinctions
- Grand-croix de Saint-Louis[6],
- Membre fondateur de la société des Cincinnati.

## Ascendance et postérité
Édouard Charles Victurnien Colbert était le fils cadet de René Henri Édouard Colbert Colbert (° 1706 - Lyons-la-Forêt † 19 octobre 1771), 2e marquis de Maulévrier, et de Charlotte de Manneville (° 1731 - Rouen † exécutée le 8 thermidor an II (26 juillet 1794) - Paris).
- Il avait épousé, le 15 juin 1803 à Versailles[8], Mlle Charlotte Pauline Christine de Montboissier-Beaufort-Canillac (11 août 1777 - Paris (paroisse Saint-Roch) † 29 avril 1837, inhumée au cimetière du Père-Lachaise, Paris XXe), fille de Charles-Philippe-Simon de Montboissier-Beaufort-Canillac et petite-fille de Malesherbes. Ensemble, ils eurent :
  - Agathe Charlotte Pauline (1804 † 1833, inhumée au cimetière du Père-Lachaise (5e division)[9], mariée, le 2 octobre 1824 avec Antoine Bufile Woldemar René de Brancas (1784-1842)
  - Marie Léontine (° 6 février 1808 - Paris † 1877), 9 mai 1829 à Paris Ier, avec Fernand de Fesques, marquis de La Rochebousseau (1801-1853), officier de la Garde royale, sans postérité ;
  - Eugénie Louise Pauline (° 14 juillet 1811 - Montboissier †  10 octobre 1863 - Montboissier), mariée le 30 avril 1834 à Paris, avec Timoléon de Leusse (1804-1871), dont postérité.